# Herrarnas linjelopp i landsvägscykling vid olympiska sommarspelen 1992
Herrarnas linjelopp i landsvägscykling vid olympiska sommarspelen 1992 ägde rum den 2 augusti 1992 i Sant Sadurní d'Anoia.

## Medaljörer
| Event               | Guld                     | Silver                    | Brons                 |
| Herrarnas linjelopp | Fabio Casartelli Italien | Erik Dekker Nederländerna | Dainis Ozols Lettland |

## Resultat

### Slutliga tider
| Placering | Cyklist                           | Tid     |
| --------- | --------------------------------- | ------- |
|           | Fabio Casartelli (ITA)            | 4:35:21 |
|           | Erik Dekker (NED)                 | 4:35:22 |
|           | Dainis Ozols (LAT)                | 4:35:24 |
| 4.        | Erik Zabel (GER)                  | 4:35:56 |
| 5.        | Lauri Aus (EST)                   | —       |
| 6.        | Andrzej Sypytkowski (POL)         | —       |
| 7.        | Sylvain Bolay (FRA)               | —       |
| 8.        | Arvis Piziks (LAT)                | —       |
| 9.        | Raido Kodanipork (EST)            | —       |
| 10.       | Grant Rice (AUS)                  | —       |
| 11.       | Lars Michaelsen (DEN)             | —       |
| 12.       | Michel Lafis (SWE)                | —       |
| 13.       | Urs Güller (SUI)                  | —       |
| 14.       | Lance Armstrong (USA)             | —       |
| 15.       | Ángel Edo (ESP)                   | —       |
| 16.       | Darren Smith (AUS)                | —       |
| 17.       | Richard Groenendaal (NED)         | —       |
| 18.       | Christian Andersen (DEN)          | —       |
| 19.       | Roland Meier (SUI)                | —       |
| 20.       | Davide Rebellin (ITA)             | —       |
| 21.       | Tomokazu Fujino (JPN)             | —       |
| 22.       | Jacek Mickiewicz (POL)            | —       |
| 23.       | Saulius Sarkauskas (LTU)          | —       |
| 24.       | Kiko García (ESP)                 | —       |
| 25.       | František Trkal (TCH)             | —       |
| 26.       | Gianni Vignaduzzi (CAN)           | —       |
| 27.       | Miloslav Kejval (TCH)             | —       |
| 28.       | Wanderley Azevedo (BRA)           | —       |
| 29.       | Peter Luttenberger (AUT)          | —       |
| 30.       | Steffen Wesemann (GER)            | —       |
| 31.       | Xavier Pérez (AND)                | —       |
| 32.       | Kevin Kimmage (IRL)               | —       |
| 33.       | Svyatoslav Ryabuchenko (EUN)      | —       |
| 34.       | Claus Møller (DEN)                | —       |
| 35.       | Conor Henry (IRL)                 | —       |
| 36.       | Simeon Hempsall (GBR)             | —       |
| 37.       | Timm Peddie (USA)                 | —       |
| 38.       | Bjørn Stenersen (NOR)             | —       |
| 39.       | Tang Xuezhong (CHN)               | —       |
| 40.       | Carlos Maya (VEN)                 | —       |
| 41.       | Nathael Sagard (CAN)              | —       |
| 42.       | Aleksandar Milenković (IOP)       | —       |
| 43.       | Juan Carlos Rosero (ECU)          | —       |
| 44.       | Zhu Zhengjun (CHN)                | —       |
| 45.       | Lars Kristian Johnsen (NOR)       | —       |
| 46.       | Hussein Monsalve (VEN)            | —       |
| 47.       | Pyotr Kochelenko (EUN)            | —       |
| 48.       | Pascal Hervé (FRA)                | —       |
| 49.       | José Robles (COL)                 | —       |
| 50.       | Federico Moreira (URU)            | —       |
| 51.       | Graeme Miller (NZL)               | —       |
| 52.       | Héctor Palacio (COL)              | —       |
| 53.       | Arnolds Udris (LAT)               | —       |
| 54.       | Andreas Langl (AUT)               | —       |
| 55.       | Zbigniew Pictek (POL)             | —       |
| 56.       | Georg Totschnig (AUT)             | —       |
| 57.       | Karsten Stenersen (NOR)           | —       |
| 58.       | Steig Csaba (HUN)                 | —       |
| 59.       | Brian Fowler (NZL)                | —       |
| 60.       | David Cook (GBR)                  | —       |
| 61.       | Matthew Stephens (GBR)            | —       |
| 62.       | Jacques Landry (CAN)              | —       |
| 63.       | Valter Bonča (SLO)                | —       |
| 64.       | Wang Shusen (CHN)                 | —       |
| 65.       | Paul Slane (IRL)                  | —       |
| 66.       | Aleksey Bochkov (EUN)             | —       |
| 67.       | Michael "Roddarn" Andersson (SWE) | —       |
| 68.       | Christian Meyer (GER)             | —       |
| 69.       | Pavel Padrnos (TCH)               | —       |
| 70.       | Armin Meier (SUI)                 | —       |
| 71.       | Mirco Gualdi (ITA)                | —       |
| 72.       | Rob Compas (NED)                  | 4:36:33 |
| 73.       | Thomas Bamford (NZL)              | 4:36:41 |
| 74.       | Sergio Tesitore (URU)             | 4:36:52 |
| 75.       | Bob Mionske (USA)                 | 4:42:31 |
| 76.       | Libardo Niño (COL)                | 4:44:05 |
| 77.       | Glenn Magnusson (SWE)             | 4:44:32 |
| 78.       | Radiša Šubrić (IOP)               | 4:45:14 |
| 79.       | Jamaran Ulzii-Orshikh (MGL)       | —       |
| 80.       | Károly Eisenkrammer (HUN)         | 4:52:07 |
| 81.       | Scott Richardson (RSA)            | 4:58:25 |
| 82.       | Emili Pérez (AND)                 | —       |
| 83.       | Dashjamts Munkhbat (MGL)          | 5:02:11 |
| 84.       | Kozo Fujita (JPN)                 | —       |

### Avbröt
| Andorra - Juan González Antigua och Barbuda - Nigel Neil Lloyd - Robert Marsh - Robert Peters Aruba - Nigel Neil Lloyd - Lucien Dirksz - Gerard van Vliet Australien - Patrick Jonker Belgien - Erwin Thijs - Michel Van Haecke - Wim Omloop Benin - Cossi Houegban - Fernand Gandaho Belize - Michael Lewis - Douglas Lamb - Ernest Meighan Brasilien - Hernandes Quadri Júnior - Tonny Azevedo Bahrain - Jamal Ahmed Al-Doseri - Jameel Kadhem - Saber Mohamed Hasan Centralafrikanska republiken - Christ Yarafa - Obed Ngaite - Vincent Gomgadja Caymanöarna - Stefan Baraud - Michele Smith - Dennis Brooks | Chile - Miguel Droguett Kongo-Kinshasa - Ndjibu N'Golomingi - Mobange Amisi - Selenge Kimoto Spanien - Eleuterio Mancero Etiopien - Asmelash Geyesus - Biruk Abebe - Tekie Hailemikael Frankrike - Emmanuel Magnien Guam - Jazy Fernández - Manuel García - Martin Santos Guyana - Aubrey Richmond Oberoende olympiska deltagare - Mikoš Rnjaković Iran - Abbas Esmaili - Hossein Mahmoudi Shahvar - Khosrow Ghamari Amerikanska Jungfruöarna - Chesen Frey Jamaica - Arthur Tenn - Michael McKay Japan - Mitsuteru Tanaka | Saudiarabien - Medhadi Al-Dosari - Mohamed Al-Takroni - Saleh Al-Qobaissi Libanon - Armen Arslanian - Vatche Zadourian Malaysia - Murugayan Kumaresan Mongoliet - Dashnyam Tumur-Ochir Filippinerna - Norberto Oconer - Domingo Villanueva Sydafrika - Malcolm Lange - Wayne Burgess Rwanda - Alphonse Nshimiyiama - Emmanuel Nkurunziza - Faustin Mparabanyi San Marino - Guido Frisoni Surinam - Realdo Jessurun Togo - Koku Ahiaku - Komi Moreira Kinesiska Taipei - Weng Yu-Yi Förenade Arabemiraten - Khalifa Bin Omair - Ali Al-Abed - Mansoor Bu Osaiba Venezuela - Robinson Merchan |